# أل أتكينز
أل أتكينز (بالإنجليزية: Al Atkins)‏ هو موسيقي ومغني وكاتب أغاني وملحن بريطاني، ولد في 14 أكتوبر 1947 في ويست بروميتش في المملكة المتحدة.

## وصلات خارجية
- الموقع الرسمي
- أل أتكينز على موقع ميوزك برينز (الإنجليزية)
- أل أتكينز على موقع أول ميوزيك (الإنجليزية)
- أل أتكينز على موقع ديسكوغز (الإنجليزية)